# Marley et moi
Pour plus de détails, voir Fiche technique et Distribution.
Marley et moi (Marley and Me) est un film américain réalisé par David Frankel, sorti en 2008. Le film est basé sur l'autobiographie Marley and Me de John Grogan.
Le film a détenu en 2008 le record du plus grand nombre d'entrées au box-office durant la période de Noël aux États-Unis avec près de 14,75 millions de $US en billets vendus.

## Synopsis

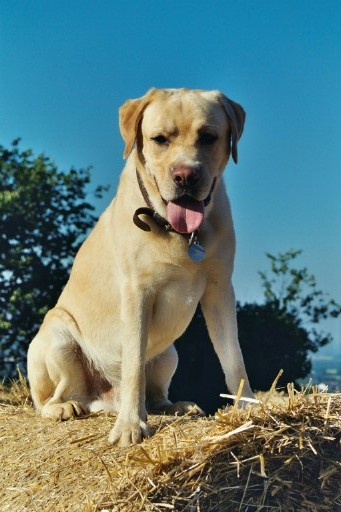
Marley, le Labrador Retriever.

Peu de temps après leur mariage, John (Owen Wilson) et Jenny Grogan (Jennifer Aniston) décident de partir de leur Michigan enneigé et de déménager au sud de la Floride où ils sont engagés comme reporter et journaliste d'un journal. Alors que de son côté, Jenny reçoit une pleine page pour ses articles, John lui se voit confier des articles sans intérêt sur des affaires locales.
Quand John sent que Jenny souhaite devenir mère, Sebastian Tunney (Eric Dane), collègue et ami du couple, suggère à John d'adopter un chien pour voir s'ils sont prêts à construire une famille. Dans un chenil de labrador retriever, ils choisissent Marley (appelé d'après le chanteur Bob Marley) qui immédiatement se montre incorrigible. Ils amènent donc Marley chez madame Kornblut (Kathleen Turner), qui croit fermement que chaque chien peut être dressé, mais puisque Marley refuse de lui obéir, elle l'exclut du groupe de dressage.
L'éditeur Ernie Klein offre à John l'écriture d'une chronique deux fois par semaine sur la vie en général. Après avoir détesté l'idée, John se rend compte que ses mésaventures avec Marley forment un sujet parfait pour ces chroniques.

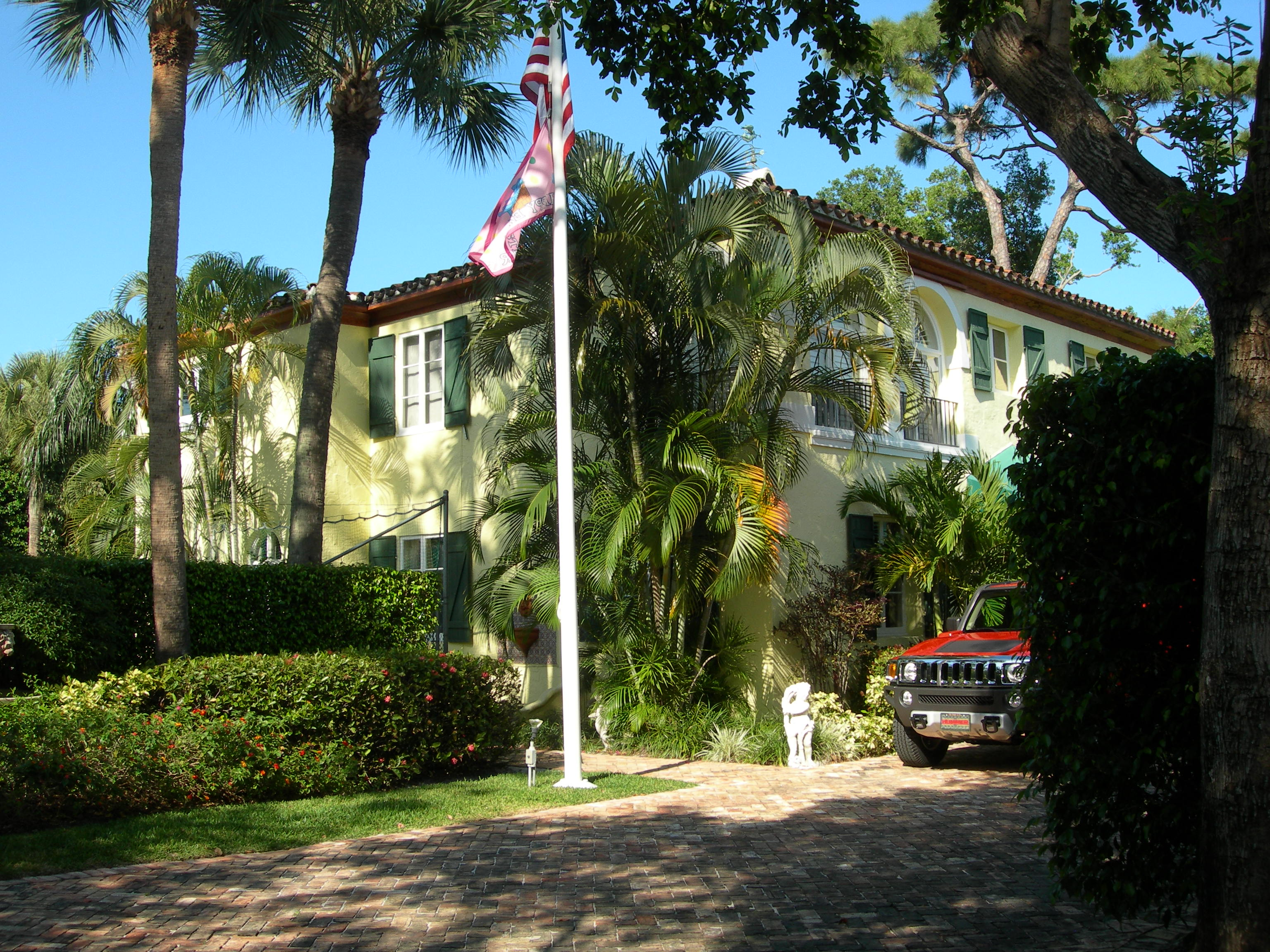
Quartier de Boca Raton en Floride.

En grandissant, Marley devient de plus en plus incontrôlable, et les chroniques de John sont de plus en plus aimées des lecteurs. Jenny tombe alors enceinte, mais perd le bébé dans les premiers mois de la grossesse. John et Jenny partent alors en deuxième lune de miel en Irlande, laissant la garde de Marley à une jeune femme qui n'arrive pas à le contrôler, surtout durant les gros orages de Floride. Peu de temps après leur retour, Jenny apprend qu'elle est enceinte à nouveau, et cette fois elle accouche sans problème d'un garçon en pleine santé nommé Patrick. Après avoir accouché d'un second garçon, Connor, Jenny décide d'abandonner son emploi et de devenir mère au foyer. Le couple décide alors de déménager dans un voisinage plus sûr et partent pour Boca Raton.
Plus tard, John et Jenny accueillent un troisième enfant, Colleen, et bien que Jenny ne veuille pas l'avouer, elle souffre d'une dépression post-partum, montrant de l'impatience envers John et Marley. John demande donc à Sebastian de s'occuper du chien après que Jenny ait insisté pour abandonner Marley, mais elle comprend rapidement que Marley est devenu un membre indispensable à la famille et accepte de le garder.
À son quarantième anniversaire, John déchante avec son travail et accepte un poste au Philadelphia Inquirer, toute la famille déménage donc dans une ferme rurale de Pennsylvanie. La vie est idyllique jusqu'à ce que Marley montre des signes d'arthrite et de fatigue. Une dilatation-torsion de l'estomac met la vie du chien en danger, mais il s'en remet finalement. Quand une récidive foudroie Marley, il est clair qu'une opération sera inutile, la famille se résout donc à le faire euthanasier, ils l'enterreront près d'un arbre dans leur jardin.

## Fiche technique
- Titre original : Marley and Me
- Titre français : Marley et moi
- Réalisation : David Frankel
- Scénario : Don Roos et Scott Frank, adapté du roman autobiographique Marley and Me de John Grogan
- Direction artistique : W. Steven Graham ; Stuart Wurtzel
- Décors : Hilton Rosemarin (en)
- Costumes : Cindy Evans et Patricia McLaughlin
- Photographie : Florian Ballhaus (en)
- Son : Joe Foglia
- Montage : Mark Livolsi (en)
- Musique : Theodore Shapiro et Pete Anthony ; Julia Michels (supervision)
- Production : Karen Rosenfelt et Gil Netter, Kevin Halloran (coproducteurs) ;  Arnon Milchan et Joseph M. Caracciolo Jr. (exécutifs)
- Société de production : Fox 2000 Pictures, Regency Enterprises, Sunswept Entertainment
- Société de distribution : 20th Century Fox (États-Unis et France)
- Pays :  États-Unis
- Langue : anglais
- Format : Couleur - 35 mm  (Kodak Vision 2383) - 2,35:1 (D-Cinema) - Son Dolby Digital, DTS, SDDS [3]
- Genre : Comédie
- Durée : 100 minutes (France) ; 115 minutes[3] (USA)
- Dates de sortie[3] :
  -  Jamaïque : 24 décembre 2008[4]
  -  États-Unis et Canada: 25 décembre 2008
  -  France : 4 mars 2009[5]
  -  Suisse romande : 4 mars 2009[6]
  -  Belgique : 11 mars 2009
  -  États-Unis et Canada : 31 mars 2009 (Sortie DVD)

Source : AlloCiné sauf si référence contraire.

## Distribution

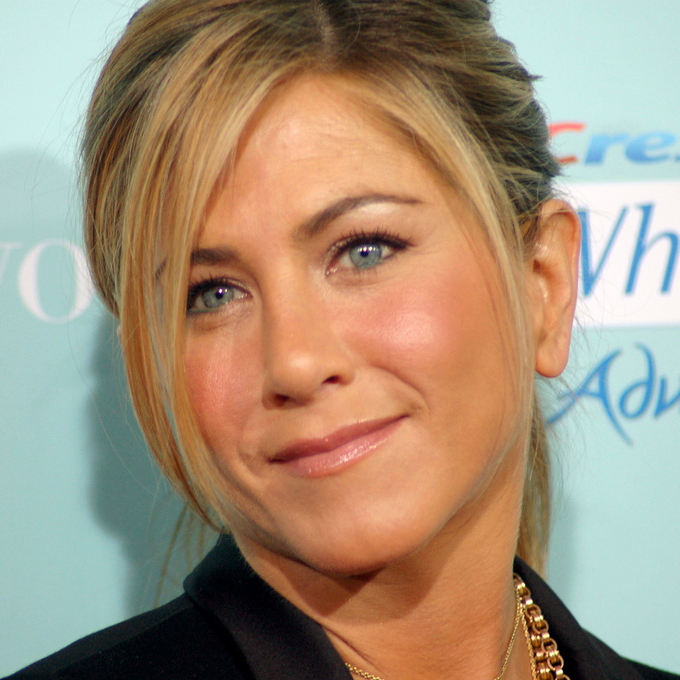
Jennifer Aniston alias Jenny Grogan

- Owen Wilson (VF : Lionel Tua ; VQ : Antoine Durand)  : John Grogan
- Jennifer Aniston (VF : Dorothée Jemma ; VQ : Isabelle Leyrolles) : Jennifer «Jenny» Grogan
- Eric Dane (VF : Renaud Marx ; VQ : Patrick Chouinard) : Sebastian Tunney
- Kathleen Turner (VF : Béatrice Delfe ; VQ : Marie-Andrée Corneille) : Madame Kornblut
- Alan Arkin (VF : Pierre Dourlens ; VQ : Jacques Lavallée) : Ernie Klein
- Nathan Gamble (VQ : Samuel Jacques) : Patrick à l'âge de 10 ans
  - Bryce Robinson : Patrick à l'âge de 7 ans
- Ann Dowd : Dr Platt
- Tom Irwin (VF : Patrick Béthune) : Dr Sherman
- Haley Bennett : Lisa
- Finley Jacobsen (VQ : Léa Coupal-Soutière) : Conor à l'âge de 8 ans
  - Benjamin Hyland  (VF : Valentin Cherbuy)  : Conor à l'âge de 5 ans
- Lucy Merriam : Colleen à l'âge de 6 ans
- Haley Hudson : Debby
- Joyce Van Patten : Mme Butterly
- Sandy Martin : Lori
- Clarke Peters (VF : Thierry Desroses) : L'éditeur
- Sarah O'Kelly : L'infirmière
- Gloria Estefan : elle-même
- Emilio Estefan : lui-même

- Version française
  - Société de doublage : Dubbing Brothers
  - Direction artistique : Jean-Pierre Dorat
  - Adaptation des dialogues : Bruno Chevillard

Sources et légendes : Version française (VF) sur Voxofilm et Version québécoise (VQ) sur Doublage.qc.ca

## Production
Parce que le film couvre 14 ans dans la vie du chien, 22 chiens ont été utilisés pour jouer le rôle de Marley.
Le film fut tourné en Floride à Fort Lauderdale, Hollywood, Miami, ainsi qu'à Philadelphie.

## Accueil

### Critiques

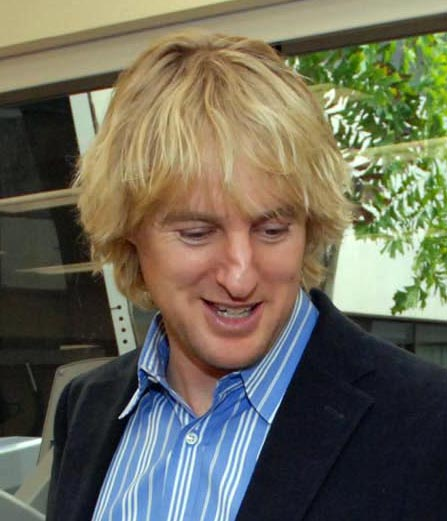
Owen Wilson, alias John Grogan.

Marley et moi a obtenu une critique de 61 % sur le site spécialisé Rotten Tomatoes et 53 % sur le site Metacritic.
Todd McCarthy de Variety expliqua que le film est « aussi convenu qu'évident, mais réussi grâce à la chimie entre ses deux stars Owen Wilson et Jennifer Aniston, la Fox a un gagnant ici, qui sera irrésistible à tout le monde excepté... les chats ! Animé et émotionnellement accessible, Aniston parait mieux dans ce film que dans la plupart des autres dans lesquels elle a joué, et Wilson s'équilibre bien avec elle. »
Kirk Honeycutt de The Hollywood Reporter : « Rarement un film ne produit si peu de drame, ou de comédie, à part quand le chien fait le clown. L'intrigue pour l'équilibre entre le mariage et la carrière est souvent éclipsée par les pitreries du chien. Ceux qui aiment les chiens ne seront pas gênés, et c'est principalement le public du film, du point de vue de la Fox c'est peut-être assez, Marley et moi est un bon film de famille, mais au moins on aurait espéré qu'au moins quelqu'un surpasse le chien. »
Roger Ebert du Chicago Sun-Times appela le film « une joyeuse comédie de famille [...] Wilson et Aniston démontrent pourquoi ils sont des acteurs de comédie doués. »
Owen Gleiberman de Entertainment Weekly nota le film A-, l'appelant  « le film le plus authentique entre l'humain et la race canine, une désarmante savoureuse et vision comique d'un joyeux désordre dans une famille. »
Steve Persall du St. Petersburg Times nota le film B et commenta « Marley et moi bondit sur le spectateur comme un chiot en manque d'affection, Frankel et ses scénaristes ne rentrent pas dans le jeu du film facile et complaisant pour le public. Leur foi pour l'histoire simple et loyale entre un homme et son chien de Grogan est réussie, ce n'est pas du cinéma extraordinaire, mais le film relate l'histoire de personnes de tous les jours. »

### Box-office
Le film fut diffusé sur 3 480 écrans à travers les États-Unis et le Canada, il engrangea près de 14,75 millions de dollars lors de sa sortie, réalisant le record au box-office de Noël, surpassant l'ancien record détenu par le film Ali. Le film gagna près de 51,7 millions de dollars après quatre semaines, et fut no 1 au box-office, position qu'il garda pendant deux semaines. Avec le marché mondial, le film engrangea 233 723 543 USD.
| Pays ou région     | Box-office      | Date d'arrêt du box-office | Nombre de semaines |
| ------------------ | --------------- | -------------------------- | ------------------ |
| Mondial            | 242 717 113 $   | 10 août 2009               | 33                 |
| États-Unis, Canada | 143 151 473 $   | 26 avril 2009              | 18                 |
| France             | 774 570 entrées | 15 avril 2009              | 6                  |

## Suite
Une préquelle intitulée Marley et moi 2 (Marley & Me: The Puppy Years) est sortie directement en vidéo en 2011.